# Три единства
Правило трёх единств (также классические или Аристотелевы единства), — принципы построения драматургического произведения, которых придерживался классицизм XVII—XIX в. (см. Классическая драма), опираясь на некоторые пассажи «Поэтики» Аристотеля.

## Формулировка
Правила представляли собой следующие три жёстких ограничения:
1. Единство действия — пьеса должна иметь один главный сюжет, второстепенные сюжеты сводятся к минимуму.
2. Единство места — действие не переносится в пространстве, площадка, ограниченная сценой, соответствует в пространстве пьесы одному и тому же месту.
3. Единство времени — действие пьесы должно занимать (в реальности, предполагаемой произведением) не более 24 часов.

Такова интерпретация европейского (прежде всего французского) классицизма, впервые чётко выдвинутая аббатом д’Обиньяком в 1657 году (в свою очередь, французы ориентировались на итальянских теоретиков XVI в., таких, как Юлий Цезарь Скалигер).
Никола Буало в своём «Поэтическом искусстве» сформулировал три единства так:
Одно событие, вместившееся в сутки,

В едином месте пусть на сцене протечёт.
Оригинальный текст (фр.)Qu’en un lieu, en un jour, un seul fait accompli

Tienne jusqu'à la fin le théâtre rempli.Перевод Э. Линецкой
Французы возвели в абсолют также идею о том, что пьеса должна состоять из 5 действий («актов»), делящихся на сцены.

## Реальные положения Аристотеля
В действительности Аристотель:
- предписывал как желательное в трагедии только единство действия:

[а30] Следовательно, подобно тому, как в других подражательных искусствах единое подражание есть подражание одному предмету, так и сказание, будучи подражанием действию, должно быть <подражанием действию> единому и целому, и части событий должны быть так сложены, чтобы с перестановкой или изъятием одной из частей менялось бы и расстроивалось целое, — ибо то, присутствие или отсутствие чего незаметно, не есть часть целого
- о единстве времени говорит лишь как о наиболее распространённом в его эпоху для жанра трагедии (в отличие от эпоса), но не формулирует это в виде правила, к тому же отмечает, что раньше этого отличительного признака не было:

[b9] Итак, эпопея как подражание важным <лицам и поступкам> следовала за трагедией <во всем>, кроме величавого метра, а отличалась от неё единообразием метра и повествовательностью, да ещё объёмом — поскольку трагедия обычно старается уложиться в круг одного дня или выходить из него лишь немного, эпопея же временем не ограничена, в том и разница; впрочем, первоначально и это в трагедиях и эпосах делалось одинаково.
- о единстве места не говорит вообще ничего.

## Следствия
Из таких жёстких ограничений следовал ряд типичных особенностей классицистской пьесы; в частности, действие разворачивалось обычно в одной семье, а кульминационные события (вроде сражений или гибели героев), как правило, происходили вне сцены, и о них рассказывал «вестник» (например, гибель Ипполита в «Федре» Расина). Исключения (вроде смерти Федры в той же пьесе) были особо выделены. Буало был против сражений и смертей на сцене; это противоречило представлению о катарсисе (очищении чувств).

## Рецепция и критика
Во французской драматургии отказ от трёх единств (драматургия Гюго) знаменует переход от классицизма к романтизму (см. Романтическая драма). В английской, голландской и немецкой драматургии XVIII в. французские требования никогда не принимались без колебаний, так как отсутствовали в ренессансной и барочной драме XVI—XVII в. (в частности, у Шекспира). Джон Драйден критиковал Шекспира за то, что в своих хрониках он укладывает 30-летний период в двухчасовое представление, но в конце концов признавал его «несравнимым» за умение преодолевать единства. На условность единств указывал Сэмюэл Джонсон; из английских авторитетов эпохи классицизма последовательно за три единства стоял только Александр Поп. Во Франции Шекспир считался «диким» и «необразованным» гением, не соблюдавшим классических норм, и его пьесы при переводе на французский одновременно переделывались с учётом трёх единств.
При этом как сторонники трёх единств (Драйден), так и критики их (Гюго) апеллировали к «верности природе».

## Три единства в России
Три единства соблюдали русские драматурги XVIII—XIX вв., ориентировавшиеся на французскую драматургию (от Сумарокова до Грибоедова). В дальнейшем русские авторы, для которых первоочередным был авторитет Шекспира (и созданный по его образцу «Борис Годунов» Пушкина), игнорировали три единства. Во время работы над «Борисом Годуновым» Пушкин сделал набросок «О трагедии», в котором критикует единства места и времени:

Изо всех родов сочинений самые неправдоподобные (invraisemblables) сочинения драматические, а из сочинений драматических — трагедии, ибо зритель должен забыть, по большей части, время, место, язык; должен усилием воображения согласиться в известном наречии — к стихам, к вымыслам. Французские писатели это чувствовали и сделали свои своенравные правила: действие, место, время. Занимательность будучи первым законом драматического искусства, единство действия должно быть соблюдаемо. Но место и время слишком своенравны: от сего происходят какие неудобства, стеснение места действия. Заговоры, изъяснения любовные, государственные совещания, празднества — всё происходит в одной комнате! — Непомерная быстрота и стесненность происшествий, наперсники… a parte столь же несообразны с рассудком, принуждены были в двух местах и проч. И все это ничего не значит. Не короче ли следовать школе романтической, которая есть отсутствие всяких правил, но не всякого искусства?

Возврат к ним воспринимается как особый архаизирующий приём, воскрешение классицизма (например, они соблюдаются в пьесе Николая Гумилёва «Отравленная туника»).